# Siparuna gigantotepala
Siparuna gigantotepala là một loài thực vật có hoa trong họ Siparunaceae. Loài này được S.S. Renner & Hausner miêu tả khoa học đầu tiên năm 1995.